# Gran Balan
Gran Balan est un roman de l'autrice française guyanaise Christiane Taubira, paru en septembre 2020 aux éditions Plon.

## Résumé
(novembre 2020).
Améliorez-le ou discutez des points à vérifier. 
 (novembre 2020).
Le roman se construit autour de huit personnes et chapitres : Kerma, Hébert, Pol-Alex, Dora, Sula, Sang-nom, Elles, Ellen.
Cela permet d'aborder bon nombre des réalités socio-culturelles guyanaises et la plupart des problèmes actuels de ce département et région d'outre-mer (et de ses voisins, Suriname, et Brésil de l'Amapá).
Kerma Nofils, 24 ans, après quatre années de détention préventive, essaie de participer à son procès pour activité de taxi-clandestin (ayant servi à un braquage, sans doute pour Mimper), avec expert en visioconférence depuis Toulouse. En détention, il trouve en Ti-Mamo son parachute, un ancêtre, maître de parole, râleur et chansonnier (parmi d'autres presque septuagénaires). Après les exercices physiques du matin, les soirées sont exercices de langue, vocabulaire et phrasé, et de "domino", pour tâcher d'y noyer sa détresse. Comme toutes les mamans créoles, bonnes à désorienter le malheur, la sienne a préparé des vêtements décents pour l'audience : l'art des presque pauvres. Dans le public : Sula, Saoena, Awale, Helen, Adéla...
Le capitaine est celui qui conseille à Hébert Mimper de se tenir à l'écart des troubles, qui accompagnent le Carnaval de Cayenne, même dénaturé par la télévision : défilés, déguisements, travestissements, tapage, cacophonie, Touloulous sages et libres, tambours (de Lakadémi Tanbou), chansons de travail, chansons traditionnels, frappeurs de tonneaux, orchestres de cuivres, Bal paré-masqué et son Vidé, avec déchaînement possible de violences (ou plutôt de simulation de combats entre jeunes, à proximité des forces de l'ordre). D'où l'évocation de la vie ordinaire et extraordinaire de la ville tricontinentale.
Pol-Alex Hossi est l’éducateur-visiteur-intrus, qui vient passer en week-end un séminaire mixte en Centre éducatif fermé (CEF), quelque part dans la vallée du Maroni : canot (avec takariman et motoriste), auprès de jeunes placés par l'Assistance publique ou un juge pour enfants, accompagnés d'éducateurs, moniteurs, animateurs, et principalement Mario.
La discussion, sous ou autour du grand carbet (abri amérindien couvert sans mur), reflète leur vécu : détresse, fureur, impatience, rage, fragilité, oralité : c'est franchement dur, injuste et démoralisant de vivre sa jeunesse en Guyane (p. 79). Chaque génération a ses chiens perdus sans collier (p. 101. Parmi les neuf garçons : Carlo, James, Jobim, Sim, Sang-nom, Arsène, Hermann... Les filles, Jeanine, Orla, Élaine, Josée, Linda, sont celles qui osent le tchip. Mais la visite du verger et du potager marque leur détermination de réinsertion, leur espoir d'utilité et de sociabilité. Pourtant, à l'aller comme au retour, le canot est escorté de deux chauves-souris, nos crache-malheur ailés.
Un groupe de jeunes bénévoles (étudiants, travailleurs, chômeurs, artistes), raisonnablement utopistes, idéalistes et prosaïques, pas blasés, visite (bus, camping, canots) depuis trois ans les bassins versants des deux fleuves frontaliers, frontière Ouest avec le Suriname :
Adéla, Adol, Awale, Dora, Eloi, Kerma, Kwakoe, Soraya, Sorya... Dora documente sur leur site , une espèce de vade-mecum des traditions, règles, repères culturels, auteurs et célébrités de chacun des deux pays. Ainsi, pour le chef coutumier Obiaman (Saamakas), dans sa langue amérindienne, la modernité a détruit  un mode de vie sans prédation ni destruction, avec des prélèvement mesurés et différenciés sur les ressources animales. Tribus, autorités coutumières, coutume, climat, cuisine, minerais, barrages, dévastations, pollutions, artisanat, musique, BD, poésie, djokan, jeux, danses, rencontres...
Noukapaséré est un hameau, reliquat du premier cycle de l'or, dans le bassin de l'Oyapock, frontière Est avec l'Amapá (Brésil). Le dernier Indien, Judes Edvar, détenteur de tout un savoir en pharmacopée traditionnelle, vient d'y mourir, victime des garimpeiros de l'orpaillage d'aujourd'hui. Tout aussi nuisibles à la vie locale indigène, à leur manière, sont les décisions administratives (protection, préservation, réserves, interdictions, Plan vert, Parc amazonien de Guyane, etc), quadrilleurs de territoire, capteurs de connaissance et experts hors sol. Pour tous ceux qui sont venus accompagner Judes, il est prévu une veillée d'évocation, de méditation, d'incantation, sous la supervision de Pol-Alex et de Sula, artiste délurée. Mais c'est surtout les anciens, Cosey et Hortensia, qui rythment les paroles. Et les spécialistes (musique, danses, chants), puis les trois chamanes, en trois langues, pour l'office rituel.
Kerma Sang-nom raconte le bref transport (lift) de petits braqueurs, autour d'Hébert Tchapopay Mimper, dans sa petite fourgonnette, pour quinze euros, un soir de carnaval, entre garçons.
La nuit du mercredi, les diablesses portent le deuil de Vaval. Le jeudi matin, c'est gueule de bois : Pol-Alex Hossi, dévoué à la jeunesse en déshérence a été assassiné par quelques jeunes, après Boris, Hervé&, Killens, Mario, mais aussi Maurice, David, Patrice... On en a marre de l'insécurité violente, on veut du bleu. En parallèle se tient une conférence internationale à Cayenne : flambée de rage, occupation des ronds-points, barrages, rassemblements, manifestations, débats, blocage de la Guyane, interventions de fonctionnaires superficiels, cahier de doléances obèse, accords supposés, débandade (des hommes). Elles restent remontées.
Au cinquième jour du procès d'assises des quatre jeunes du braquage, l'avocat de Kerma plaide... Pendant la délibération, enfin, sa copine, Ellen est là.

## Réception
L'accueil de ce roman polyphonique,,, fresque guyanaise foisonnante, plongée poétique et sociale dans le cœur battant de l'Amazonie, un tableau magnifique et terrifiant, vrai et fictionnel à la fois, des coutumes, des traditions, des mœurs, des violences, des errances comme des miracles de cette terre qu’elle connait bien, et aime tant, un livre qui parle au coeur, aux tripes, qui donne à rêver, sourire, s’émouvoir, pleurer, autant qu’à réfléchir.

## Éditions
- Gran Balan, Paris, éditions Plon, 2020, 480 p. (ISBN 978-2-259-30502-0)